# Hestaturus ovalis
Hestaturus ovalis är en kvalsterart som beskrevs av Cook 1991. Hestaturus ovalis ingår i släktet Hestaturus och familjen Aturidae. Inga underarter finns listade i Catalogue of Life.